# Leandro Isaac
Leandro Isaac (* 23. Dezember 1953), auch Leandro Isac, ist ein Politiker aus Osttimor. Er ist mosambikanischer Abstammung.

## Leben
Ursprünglich war Isaac einer der führenden Mitglieder der União Democrática Timorense (UDT), die am Anfang der indonesischen Besatzung mit den Invasoren zusammenarbeitete. Isaac war Mitglied der Provinzregierung, wurde aber am 18. November 1981 verhaftet, nachdem er mit anderen zusammen einen Bericht über die indonesische Gewalt und Korruption in Osttimor der internationalen Presse zukommen ließ, der im August an den indonesischen Präsidenten Suharto gegangen war. Nachdem auch indonesische Politiker gegen die Verhaftung protestierten, wurde Isaac wieder freigelassen.
2000 war Isaac Gründungsmitglied der Partido Social Democrata (PSD) und wurde ihr Vize-Vorsitzender. Im Dachverband des osttimoresischen Widerstands gegen die indonesischen Besatzung, dem Conselho Nacional de Resistência Timorense (CNRT), war Isaac als PSD-Vertreter, der Vorsitzende des letzten CNRT-Kongresses.
Während der letzten Gewaltwelle in Osttimor 1999 durch pro-indonesische Milizen waren Isaac und David Ximenes die einzigen CNRT-Vertreter, die in der Landeshauptstadt Dili blieben. Isaacs Haus wurde verwüstet. Er selbst suchte, wie über 140 andere Flüchtlinge, Schutz im Haus von Manuel Carrascalão, das aber am 17. April ebenfalls gestürmt wurde (Siehe: Massaker im Haus von Manuel Carrascalão). 14 Menschen wurden getötet, darunter der Sohn von Carrascalão. Isaac wurde zusammen mit 50 anderen Flüchtlingen in das Polizeihauptquartier gebracht, wo er unter Schutz gestellt wurde. Fälschlicherweise wurde vereinzelt Isaacs Tod gemeldet.
Bei den Wahlen zur verfassunggebenden Versammlung 2001 wurde Isaac als PSD-Kandidat zum Abgeordneten gewählt. Mit der Wiederherstellung der Unabhängigkeit des Landes 2002 wurde aus der Versammlung das Nationalparlament Osttimors. 2003 kam es zum Zerwürfnis zwischen Isaac und der PSD. Er wurde am 6. Mai der Partei ausgeschlossen, da er nicht loyal zur Partei sei und dazu tendiere, die Regierungspartei FRETILIN zu unterstützen. Ein Antrag der Partei auf seinen Ausschluss aus dem Parlament scheiterte aber, so dass Isaac nun unabhängiger Abgeordneter tätig war.
2006 kam es zu Unruhen in Osttimor. Isaac stellte sich auf die Seite der meuternden Soldaten, der Petitioners, die verschiedene politische Forderungen stellten. Am 24. Mai überfielen Meuterer das Privathaus von General Taur Matan Ruak. Es kam zum Schusswechsel. Isaac soll an dem Angriff beteiligt gewesen sein. Nach Eingreifen der International Stabilization Force (ISF) klang die Gewalt ab. Mehrere Petitioners wurden wegen unerlaubten Waffenbesitz verhaftet, konnten aber aus dem Gefängnis fliehen und versteckten sich in der Wildnis. Isaac schloss sich ihnen am 1. März 2007 an, als die Petitioners von australischen Einsatzkräften in Same eingeschlossen wurden. Der Zugriff am 4. März scheiterte aber. Die meisten Petitioners konnten entkommen. Isaac blieb zwei Monate bei ihnen im Dschungel, um die Petitioners politisch zu unterstützen, trennte sich aber von ihnen, als sie begannen eine bewaffnete Revolte gegen die Regierung zu planen. Als ein Attentatsversuch auf die Staatsführung am 11. Februar 2008 scheiterte und der Rebellenführer Alfredo Reinado ums Leben kam, brach die Bewegung zusammen.